# Mitre d'infamie
 (septembre 2012).
Si vous disposez d'ouvrages ou d'articles de référence ou si vous connaissez des sites web de qualité traitant du thème abordé ici, merci de compléter l'article en donnant les références utiles à sa vérifiabilité et en les liant à la section « Notes et références ».

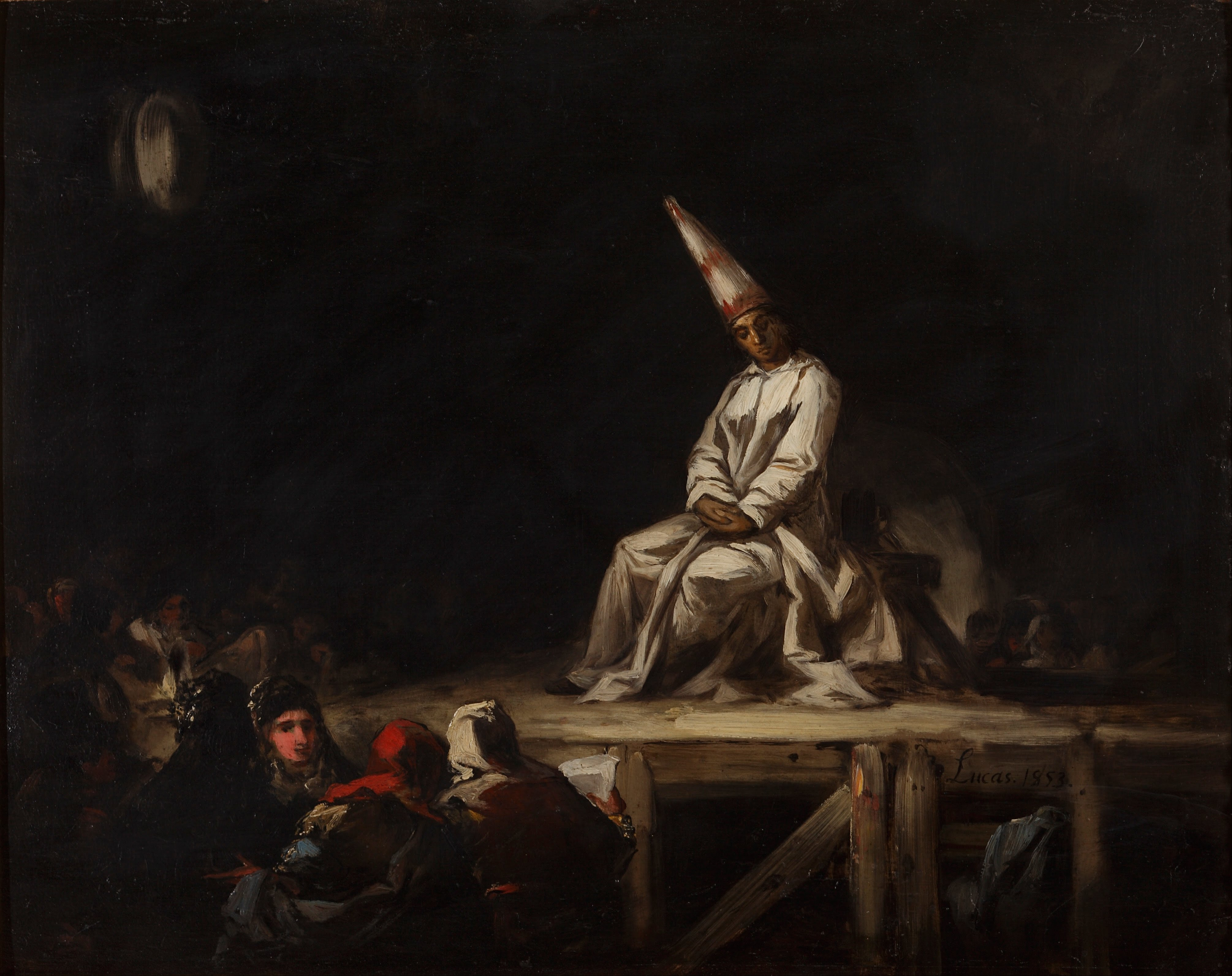
L'Autodafé, par Eugenio Lucas Velázquez (1853).

La mitre d'infamie est un bonnet de papier qu'on faisait porter aux hérétiques condamnés à la peine capitale (souvent la mort par le feu sur un bûcher), notamment sous l'Inquisition espagnole et portugaise (elle portait alors le nom de coroza).
Le bourreau pouvait la placer de travers sur la tête du condamné qu'il le conduisait en charrette sur le lieu du supplice. Le visage de l'exécuté était dit  « embronché » (de travers), comme celui de Jeanne d'Arc en 1431.